# Rue du Docteur-Jean-Arlaud
La rue du Docteur-Jean-Arlaud (en occitan : carrièra del Doctor Jean Arlaud) est une voie de Toulouse, chef-lieu de la région Occitanie, dans le Midi de la France.

## Situation et accès

### Description
La rue du Docteur-Jean-Arlaud est une voie publique. Elle traverse le quartier de la Côte Pavée. Elle correspond à une partie de l'ancien chemin vicinal no 71 (actuels rue du Docteur-Jean-Arlaud et chemin de la Terrasse), dit « de la Terrasse », qui allait du chemin de la Côte-Pavée (actuelle avenue Jean-Rieux) au chemin de l'Église-de-Montaudran.
La chaussée compte une seule voie de circulation automobile en sens unique, de l'avenue Jean-Rieux vers la rue Édouard-Lartet, puis à double-sens jusqu'au rond-point Jérôme-Pugens. Elle appartient à une zone 30 et la circulation y est limitée à 30 km/h. Il n'existe ni piste, ni bande cyclable, quoiqu'elle soit à double-sens cyclable.

### Voies rencontrées
La rue du Docteur-Jean-Arlaud rencontre les voies suivantes, dans l'ordre des numéros croissants (« g » indique que la rue se situe à gauche, « d » à droite) :
1. Boulevard Augustin-Guillaume-Deltour (g)
2. Avenue Jean-Rieux (d)
3. Rue Stéphane-Mallarmé (g)
4. Rue Charles-Nodier (g)
5. Rue Louis-Lachenal (d)
6. Rue René-Bazin (g)
7. Avenue des Charmettes (d)
8. Avenue des Charmettes (d)
9. Rue Édouard-Lartet (d)
10. Rond-point Jérôme-Pugens
11. Impasse de la Terrasse (g)
12. Chemin de la Terrasse (d)

### Transports
La rue du Docteur-Jean-Arlaud n'est pas directement desservie par les transports en commun. Elle débouche cependant, à l'ouest, sur l'avenue Jean-Rieux, parcourue par les lignes du Linéo L8 et du bus 51. À l'est, l'avenue Lucien-Baroux est parcourue par la ligne de bus 23.
Les stations de vélos en libre-service VélôToulouse les plus proches sont les stations no 209 (4 avenue Lucien-Baroux) et no 199 (4 boulevard Augustin-Guillaume-Deltour).

## Odonymie
Au XVIIe siècle, la rue du Docteur-Jean-Arlaud est un chemin rural désigné comme le chemin de la Croix-de-la-Campanne. À partir du siècle suivant, on le trouve sous le nom de chemin de la Croix-Rouge. Il s'agit dans ces deux cas d'une croix de chemin qui se trouvait au carrefour du chemin de la Terrasse et du chemin de Firmis.
En 1938, le conseil municipal décida d'honorer la mémoire de Jean Arlaud (1896-1938), médecin et pyrénéiste français. Né en Savoie, il vient à Toulouse pour y faire ses études de médecine, où il demeure et exerce ensuite – il a sa clinique dans la rue des Couteliers (hôtel Dassier, actuel no 46). Il est aussi un des pionniers de l'exploration des Pyrénées. En 1914, il fait la première de la Dent d'Orlu, dans la vallée de l'Ariège. Il trouve la mort à la crête des Gourgs-Blancs, dans la vallée de la Neste d'Oô.

## Patrimoine et lieux d'intérêt

### Établissements scolaires
L'école primaire Sainte-Thérèse et le lycée Sainte-Marie-des-Champs sont deux établissements privés d'enseignement catholique. Leur histoire est liée aux sœurs de l'Enfant-Jésus, dites de « Saint Maur », une congrégation religieuse fondée à la suite de l'ouverture en 1676 d'une école dans la rue Saint-Maur, à Paris, par un minime, Nicolas Barré (1621-1686).
En 1687, elles sont appelées à Toulouse par l'archevêque, Joseph de Montpezat, pour y ouvrir des écoles gratuites pour les jeunes filles, et elles s'installent dans la rue d'Astorg (actuel no 5). En 1806, après les bouleversements de la Révolution française, elles s'établissent dans l'ancien couvent des Feuillants, dans le quartier Saint-Cyprien (actuel séminaire diocésain, no 9 rue des Teinturiers). Expulsées en 1904, les religieuses s'installent en 1904 dans la rue Pierre-de-Fermat (actuel no 3), en 1909 dans la rue des Fleurs (actuel no 22) et en 1924 à la Côte-Pavée : leur école devient alors l'institution Sainte-Marie-des-Champs. Elle se sépare par la suite en deux établissements, le lycée Sainte-Marie-des-Champs et l'école Sainte-Thérèse.
- no  2-6 : lycée privé Sainte-Marie-des-Champs. 
Le lycée Sainte-Marie-des-Champs regroupe des sections générales et technologiques.
- no  16 : école primaire privée Sainte-Thérèse.
L'école primaire Sainte-Thérèse regroupe une école maternelle et une école élémentaire.

### Maisons
- no 20 : maison (deuxième quart du XXe siècle)[9].
- no 31 : maison Mas (1936, Arnaud Bernadot et Pierre Delfaud)[10].

- no  41 : villa Chanfreau  Patrimoine XXe siècle (2017)[11]. 
Entre 1964 et 1969, l'architecte Pierre Debeaux, représentant de l'école brutaliste toulousaine, construit une villa pour Pierre Chanfreau. Elle s'établit sur un terrain qui présente un important dénivelé. La maison se compose de deux corps de bâtiment qui s'élèvent parallèlement à la rue, de deux niveaux, mais décalés d'une hauteur d'étage, et disposés autour d'une petite cour centrale. La distribution des pièces se fait en spirale : le premier niveau, en rez-de-chaussée, abrite le garage, un studio et l'entrée de la maison ; le niveau supérieur, où se trouvent le séjour et deux chambres, donne accès au jardin et à la piscine ; enfin, le dernier niveau ouvre sur deux autres chambres et donne accès au toit-terrasse végétalisé. Les façades nord, ouest et est sont pleines, accentuant l'effet d'enroulement, tandis que la façade sud est largement vitrée[12],[13].

## Personnalité
- François Verdier (1900-1944) : il habita dans une maison de la rue du Docteur-Jean-Arlaud (emplacement de l'actuel no 34).